# Варшавское столичное воеводство
Варшавское столичное воеводство (пол. województwo stołeczne warszawskie); с мая 1990 года под названием Варшавское воеводство (пол. województwo warszawskie) — административно-территориальная единица Польши (городское воеводство). Существовало в период с 1975 по 1998 год. Административным центром был город Варшава. После Административной реформы Польши воеводство прекратило своё существование и его территория полностью отошла к новообразованному Мазовецкому воеводству.

## Города
Крупнейшие города воеводства по числу жителей (по состоянию на 31 декабря 1998 года):
- Варшава — 1 618 468
- Прушкув — 53 336
- Легионово — 50 992
- Отвоцк — 44 361
- Воломин — 36 623
- Новы-Двур-Мазовецки — 27 381
- Пясечно — 26 399
- Гродзиск-Мазовецки — 25 412
- Пястув — 23 767

## Население
| Год       | 1975      | 1980      | 1985      | 1990      | 1995      | 1998      |
| Население | 2 154 700 | 2 319 100 | 2 412 200 | 2 421 600 | 2 416 000 | 2 419 800 |